# Xanthaciura speciosa
Xanthaciura speciosa es una especie de insecto del género Xanthaciura de la familia Tephritidae del orden Diptera.

## Historia
Hendel la describió científicamente por primera vez en el año 1914.